# السنة للكرماني (كتاب)
كتاب السُّنَّة من مسائل حرب بن إسماعيل الحنظلي الكرماني كتاب من تأليف حرب بن إسماعيل الكرماني (ت: 280 هـ). أطلق عليه المحققون هذا الاسم، لأن صاحب الكتاب لم يختار له اسمًا، وإنما ابتدأ الأبواب في كتابه المسائل بقوله: باب القول بالمذهب.

## موضوع الكتاب
جمع فيه مصنفه ما سمعه من الإمامين أحمد بن حنبل وإسحاق بن راهويه من المسائل، وألحق بذلك روايته عن غيرهما من أئمة السُّنة والحديث من الصحابة والتابعين ومَن بعدهم (تابعو التابعين).
وهو كتاب جامع في أبواب العقائد، والعبادات، والمعاملات، والآداب، والتفسير، والجرح والتعديل، وغيرها من أبواب العلم.

## الموضوع الرئيسي للكتاب
اعتنى حرب في كتابه بأبواب السنة والاعتقاد بشكل رئيسيّ: حيث بدأ بذكر مُجمل اعتقاد أهل السنة والأثر الذين أدركهم وأخذ عنهم العِلم في جميع الأمصار؛ كأحمد بن حنبل، وإسحاق بن راهويه، وسعيد بن منصور، والحُميدي، وغيرهم من أئمة السنة، فساق مُجمل اعتقادهم في أبواب السُّنة والاعتقاد. ثم بعد هذا الإجمال أخذ يُبوّب على كل عقيدةٍ من تلك العقائد التي أجملها ونقل إجماعهم عليها، ويستدلُّ لها بما سمعهُ مِن الأحاديثِ المُسندةِ، والآثار المرويةِ عن الصحابة والتابعين، ومن بعدهم ومن أدركهم من أهل العلم والسنة، ولم يقتصر فيه على ما سمِعَهُ من الإمامين أحمد وإسحاق كما يتبادر من عنوان الكتاب. فصار هذا الكتاب جامعًا لكثير من الروايات المرفوعة، والآثار الموقوفة، وأقوال أئمة السنة في أبواب الاعتقاد، وطائفة منها لا تكاد تقفُ عليه في غير هذا الكتاب.

## قيل فيه
ذكره ابن تيمية في كتابه درء تعارض العقل والنقل: «مسائله المعروفة التي نقلها عن أحمد وإسحاق وغيرهما، وذكر معها من الآثار عن النبي صلى الله عيه وسلم والصحابة وغيرهم ما ذكر، وهو كتاب كبير صنفه على طريقة الموطأ ونحوه من المصنفات».